# Improvizovaný úkryt
Improvizovaný úkryt (IÚ) je prostor dodatečně upravený nebo vytvořený k tomu, aby poskytl lidem v něm ukrytým ochranu před účinky konvenčních zbraní a do určité míry i zbraní hromadného ničení. Mohou být vytvořeny ve vhodných částech budov, původně zbudovaných k jiným účelům (např. ve sklepech) nebo jako polní úkryty mimo stávající stavby.
Pro budování improvizovaných úkrytů jsou nejvhodnější suterénní nebo podzemní části staveb s tloušťkou zdí 45 cm u zděných budov a 30 cm u železobetonových budov. Doporučovaná doběhová vzdálenost pro ukrývané osoby by měla být kolem 500 m.